# Neo-Geo MVS
Pour les articles homonymes, voir Neo-Geo.
Le Neo-Geo MVS (Multi Video System) est un système de jeux vidéo pour borne d'arcade compatible JAMMA destiné aux salles d'arcade et créé par la société japonaise SNK en 1990. Parallèlement, SNK commercialise une console de jeux vidéo de salon, la Neo-Geo AES, partageant la même base matérielle. SNK arrête la production de tous ses autres systèmes et se consacre au Neo-Geo. Ce matériel fonctionne suivant le couple carte mère et cartouche de jeu vidéo, possédant la capacité de connecter plusieurs jeux en même temps, lui conférant ainsi une modularité inégalée dans le domaine de l'arcade. La qualité des jeux et les choix techniques gagnants vont faire du Neo-Geo un succès, un des systèmes d'arcade les plus célèbres et les plus vendus au monde. Un bon nombre des jeux d'arcade les plus marquants sortent sur le Neo-Geo MVS, comme les jeux des séries Art of Fighting, The King of Fighters, Metal Slug, Fatal Fury ou encore Samurai Shodown. Ce système d'arcade connaît plusieurs révisions et avancées techniques, il sera aussi bien converti (par SNK) que copié ou imité par la concurrence dans le but d'égaler sa réussite. Le Neo-Geo arrêtera sa grande épopée au début des années 2000 quand l'aventure SNK sombrera.
| - Les logos du système Neo-Geo MVS - Logo officiel du système Neo-Geo - Design officiel du nom Neo-Geo - Logo officiel du MVS |
| |

## Historique

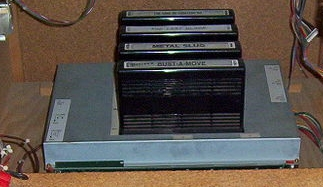
Slot Neo-Geo MVS MV-4F (avec quatre cartouches enfichées)

### La genèse
Sorti le 26 avril 1990, le même jour que la console de jeu Neo-Geo AES avec laquelle il partage les mêmes caractéristiques techniques, le système d'arcade MVS est à l'époque un système d'arcade (révolutionnaire de par la qualité d'un nombre important de ses jeux) proposant des jeux censés concurrencer le leadership de Capcom,, grâce à trois idées fondamentales :
- L'utilisation de cartouches, comme ce qui se fait sur les consoles de jeux de l'époque. Les exploitants peuvent donc changer très facilement de jeu dans leurs bornes d'arcade sans racheter tout le système, mais en achetant seulement de nouvelles cartouches[His 4].
- La possibilité de mettre plusieurs cartouches et donc plusieurs jeux, dans une même borne, grâce aux cartes mères Neo-Geo MVS dotées de plusieurs emplacements cartouches, d'où le nom de Multi Video System[His 4].
- Une version console du système, appelée Neo-Geo AES, pour que les particuliers puissent jouer chez eux, aux mêmes jeux que sur borne d'arcade, uniquement par système de location la première année[His 5].

Bien que la console et le système d'arcade utilisent une base matérielle commune, la production des deux machines a été effectuée par deux branches différentes de la société SNK.
Le système Neo-Geo (MVS et AES) a été commercialisé avec l'argument d'être un système 24 bits, mais techniquement ce n'est qu'un système 16 bits d'une résolution de 320x224 (la même que celle de la Mega Drive) qui fonctionne en parallèle avec un Zilog Z80 8 bits en tant que coprocesseur (utilisé comme processeur principal et processeur sonore pour le traitement des sons). La Mega Drive (console concurrente de la Neo-Geo AES sur le marché à la même époque) a le même coprocesseur, mais Sega n'a pas prétendu commercialiser une console 24 bits. Toutefois le MVS/AES proposait des puces graphiques (et coprocesseurs) propriétaires d'excellente qualité qu'aucune autre console ne pouvait venir concurrencer à cette période.
Les quatre premiers jeux sortis sont NAM-1975, Baseball Stars Professional, Mahjong Kyōretsuden et Magician Lord, quatre jeux aux genres différents (respectivement jeu d'action, de sport, de mah-jong et de plates-formes). Seul Magician Lord tire son épingle du jeu, les autres titres étant peu charismatiques et avec un intérêt moindre.

### Le succès malgré la concurrence
Très rapidement, le système MVS va se voir concurrencer par les jeux de la firme Capcom (qui proposera également des jeux de grande qualité), dont le titre Street Fighter II: The World Warrior qui sort en 1991 en arcade sur CP System et auquel SNK répondra par la sortie sur MVS du jeu de combat Fatal Fury quelques mois plus tard. Les jeux à succès sur MVS vont se succéder, comme Super Sidekicks (1992), une référence du jeu de football en arcade qui fera la joie des joueurs et des exploitants,, ou encore la même année, les shoot them up Viewpoint et Last Resort ainsi que les beat them all Sengoku et Mutation Nation.
Mais c'est surtout grâce aux jeux de combat que le système va rapporter le plus d'argent. À l'époque, le jeu de combat (versus fighting) est un genre roi en arcade. Capcom, avec ses différentes versions de Street Fighter II, domine le marché, mais SNK est son rival et de nombreux jeux développés par plusieurs équipes internes à l'entreprise vont se succéder en quelques années sur MVS : Art of Fighting (1992), Fatal Fury 2 (1992), World Heroes (1992) et Samurai Shodown (1993), qui connaîtront de nouveaux épisodes chaque année, avec comme apothéose, la sortie en 1994 de The King of Fighters '94, qui regroupe dans un même jeu des combattants de plusieurs jeux de combat SNK pour lutter en équipe,.
Capcom sort en 1993 son propre système à cartouches pour borne d'arcade appelé CPS-2, plus puissant que le système MVS, âgé de trois ans. De nouveaux jeux de combat utilisent des processeurs plus rapides et plus performants que ceux du hardware de SNK, comme le jeu Killer Instinct (1994) développé par la société Rare sur un système conçu par Midway. Jusqu'alors, les jeux d'arcade classiques étaient constamment tirés vers le haut grâce au principe évolutif des médias utilisés : les jeux d'arcade sortant sur plaque de circuit imprimé (PCB), les développeurs pouvaient ajouter des composants ou modifier tels ou tels puces ou circuits pour proposer des nouveautés visuelles. Avec un système d'arcade à cartouches, les développeurs n'ont pas la possibilité de modifier le hardware du système mais peuvent néanmoins intégrer de nouvelles puces électroniques à l'intérieur des cartouches afin de les rendre plus puissantes. Malgré ces restrictions techniques et grâce au travail des développeurs, au fil des années, les jeux Neo-Geo MVS vont être de plus en plus beaux,, pour devenir un des systèmes d'arcade les plus populaires.

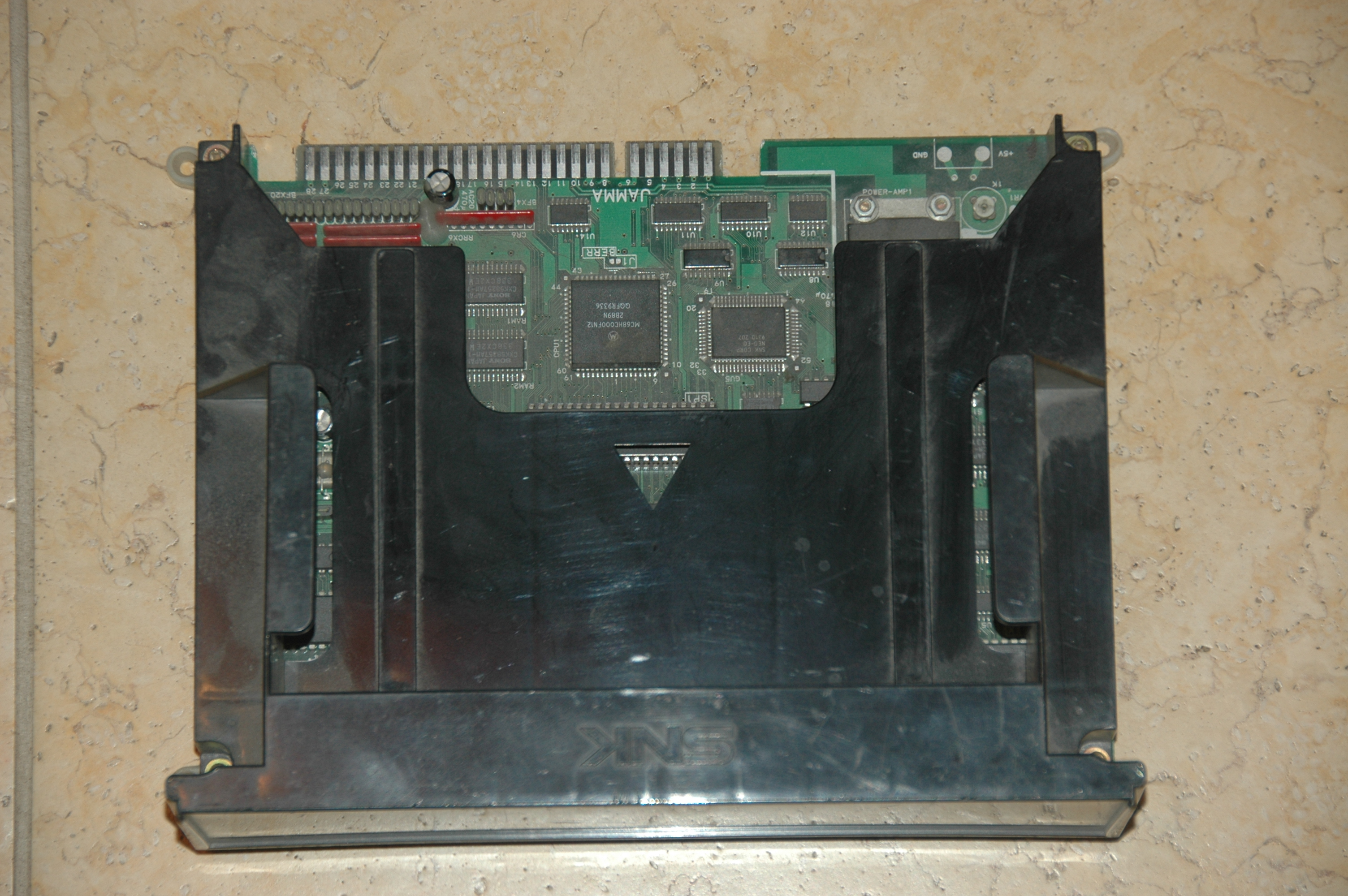
Une carte mère Neo-Geo MVS

De 1990 à 1994, les jeux de grande qualité, développés principalement par SNK et ADK, ont fait vendre énormément de système MVS dans le monde entier. Dans toute l'Asie, en Afrique du Nord, en Europe, en Amérique du Nord et en Amérique du Sud, le Neo-Geo MVS rentre dans la plupart des salles d'arcade de la planète. Plusieurs éditeurs de jeux vidéo sont donc conquis et vont développer à partir de la fin 1993 des jeux sur cartouches MVS : Data East (Windjammers, Karnov's Revenge), Taito (Puzzle Bobble), Technos, Video System, Sunsoft, Saurus, Hudson Soft, Tecmo…
De 1994 à 1999, grâce à l'énorme parc de systèmes MVS installé dans le monde entier, au support de nombreux éditeurs tiers et à la sortie régulière de licences fortes SNK et malgré l'avancée technique sur les systèmes d'arcade concurrents, un bon nombre de hits sortent en arcade sur MVS comme la série des Metal Slug, des The King of Fighters (qui connaît un nouvel opus chaque année) ou encore la série des Fatal Fury et Real Bout. Les développeurs réussissent à tirer la quintessence du système ; des titres comme The Last Blade ou Garou Mark of the Wolves sont à l'époque la pointe de ce qui se fait en matière de jeu de combat en 2D, alors que le système fête ses neuf ans d'existence.
En mars 1995, SNK lance le Neo-Geo Freak (ネオジオフリーク) (jusqu'en décembre 2000), un magazine destiné au fans de SNK, entièrement consacré aux jeux de la marque. Il y avait des articles sur les jeux, des astuces, des artworks, des interviews des développeurs, des reportages et des rubriques diverses comme SNK Gals Club (rubrique et club dont le sujet était les personnages féminins des jeux SNK, ce club a produit divers vidéos, posters, stickers…). La mascotte utilisée par SNK pour les nouvelles ou les articles était Joe Higashi. Il est toujours possible de trouver ces magazines en vente d'occasion sur des sites d'enchères ou de vente en ligne. Il existait deux sites internet Neo-Geo Freak officiels,.

### Le déclin du Neo-Geo et de SNK
En  1997, SNK pense déjà à l'après Neo-Geo et commence à plancher sur un nouveau système, plus performant que la Neo-Geo, l'Hyper Neo-Geo 64. Le but est de contrer la concurrence et l'arrivée de la 3D dans les jeux d'arcade, notamment Namco avec son System 11 et System 12, ainsi que Sega et son Model 2. Mais ce système ne trouvera pas le succès escompté et SNK en arrêtera rapidement la production, pour revenir sur le Neo-Geo MVS et se concentrer sur ce système pour y développer des jeux de qualité, forcé par les difficultés financières grandissantes.
À la fin des années 1990, SNK fait face à des difficultés grandissantes à la suite de l'accueil plus que mitigé des consoles Neo-Geo CD, CDZ et du système d'arcade Hyper Neo-Geo 64, SNK qui a également des difficultés avec ses consoles portables Neo-Geo Pocket et Color, submergé par le raz-de-marée Game Boy, lancé par Nintendo,.
La société SNK referme le catalogue officiel de jeux Neo-Geo MVS en 2000 avec The King of Fighters 2000 comme jeu d'adieu, mais il continuera à sortir officiellement des jeux sur MVS jusqu'en 2004. Samurai Shodown V Special, qui sort le 19 octobre 2004, est le dernier jeu officiel du système, 14 ans après le lancement du système Neo-Geo MVS. Finalement, ce seront environ 150 titres sortis sur MVS de 1990 à 2004.
Le 31 août 2007, SNK met un terme au service d'entretien et les réparations des consoles Neo-Geo, consoles portables et des jeux. Cependant, ils continuent à réparer leur matériel d'arcade Neo-Geo MVS.

## Description

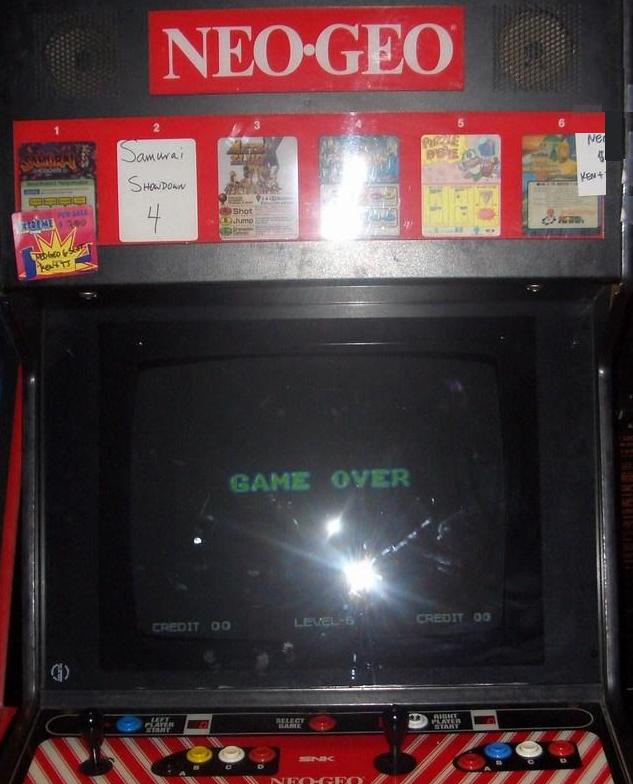
Une borne d'arcade Neo-Geo MVS 6 slots montrant les petits artwork dans le bandeau.

### Borne d'arcade
Le Neo-Geo MVS a été commercialisé dans des bornes dédiées, mais il était aussi disponible en kit de conversion afin de pouvoir le brancher dans n'importe quelle borne d'arcade compatible JAMMA. Chaque région du globe, comme les États-Unis, l'Europe, l'Amérique du Sud, le Pacifique ou le Japon, a eu ses propres versions de la borne avec des caractéristiques propres, des dimensions et positions de jeu différentes. Le bandeau des bornes d’arcade comporte des petits artwork (appelés mini marquee) qui indiquent l'ensemble des jeux proposés par la borne et permet au joueur le choix du jeu. Le choix du jeu s'effectue par l'intermédiaire d'un bouton sur le panneau de contrôle de la borne. De chaque côté de ce bouton figurent des afficheurs à cristaux liquides indiquant le nombre de crédits restants.

Bornes d'arcade Neo-Geo MVS
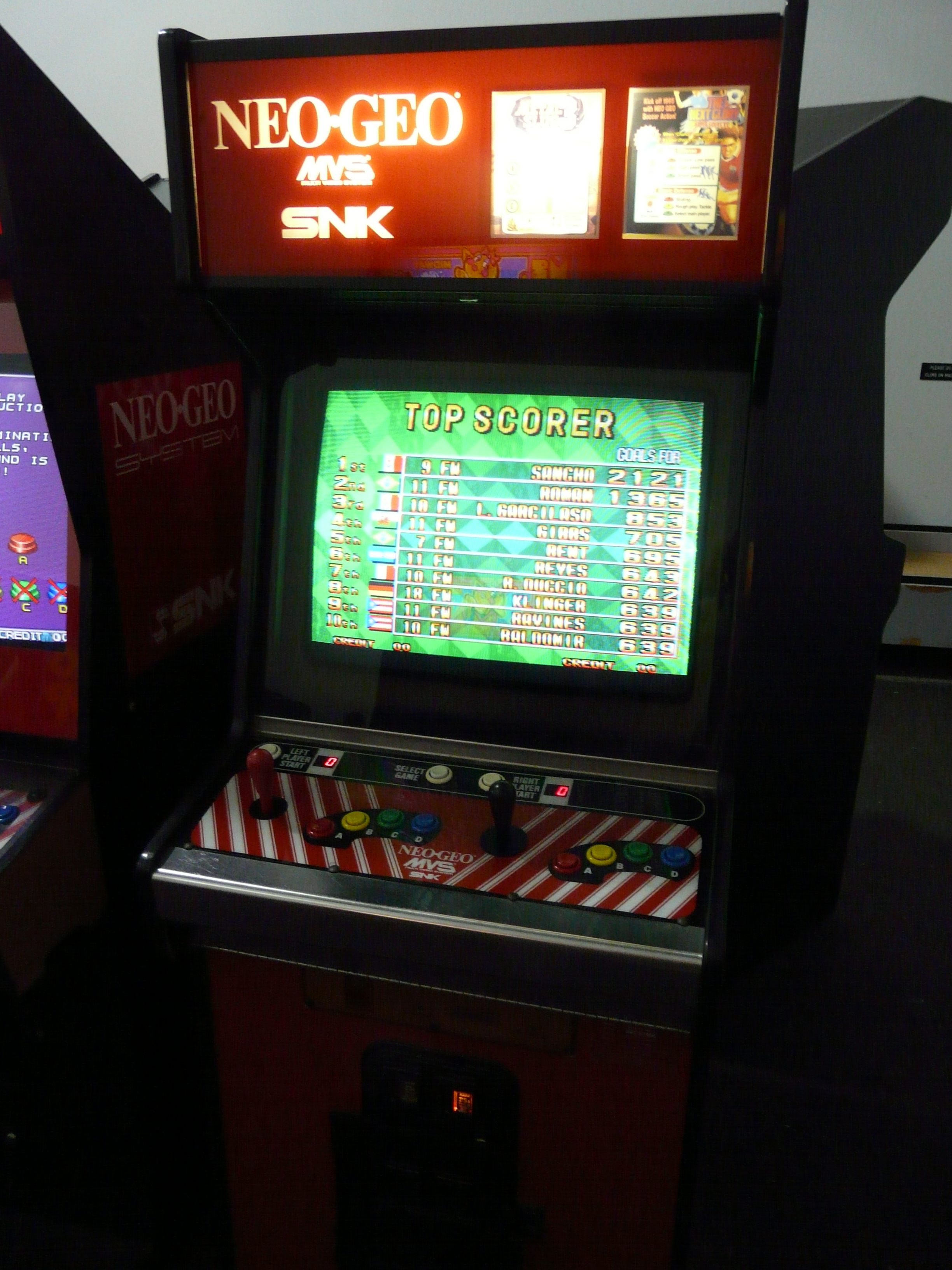
Super Sidekicks 3
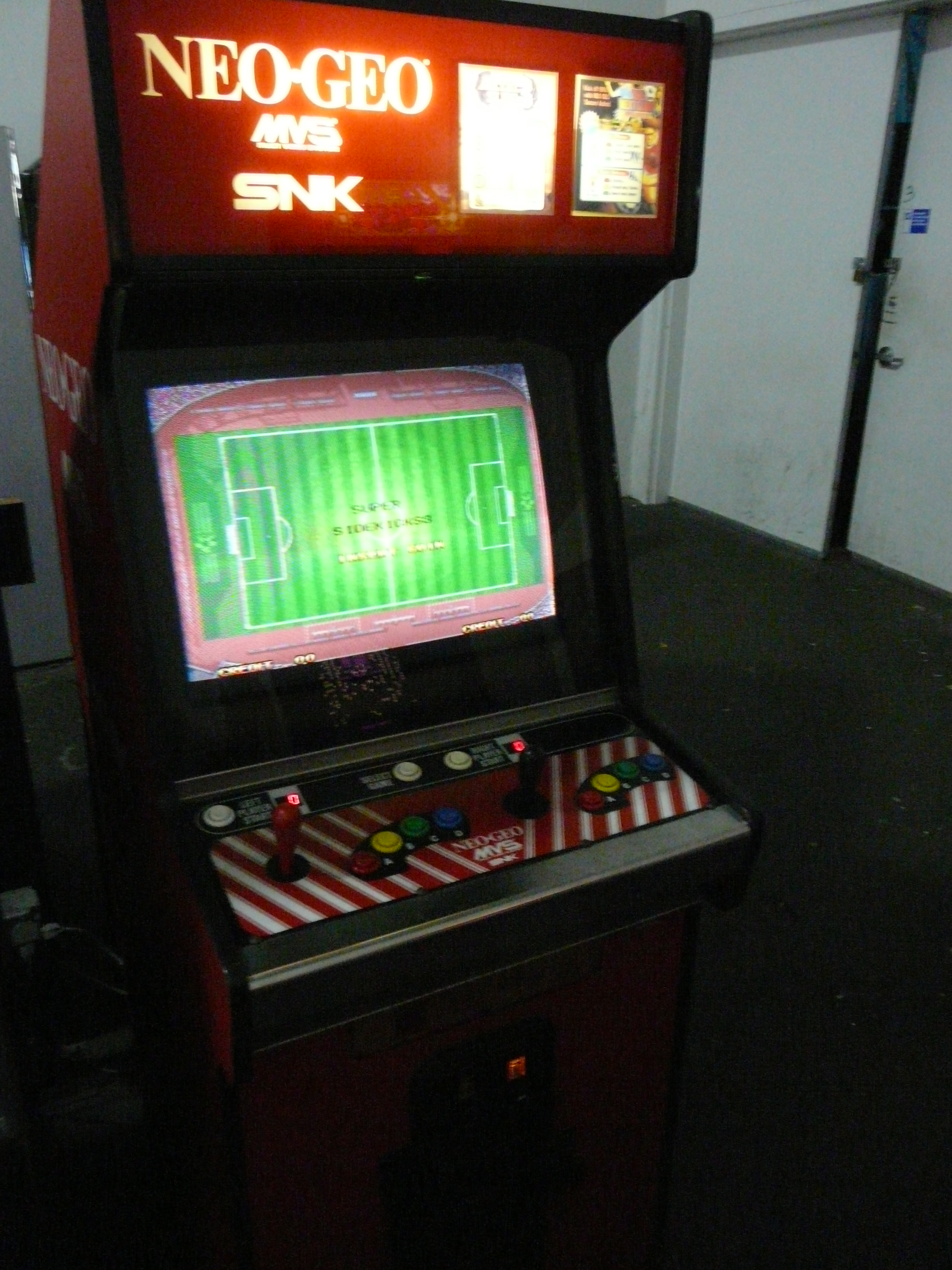
Super Sidekicks 3
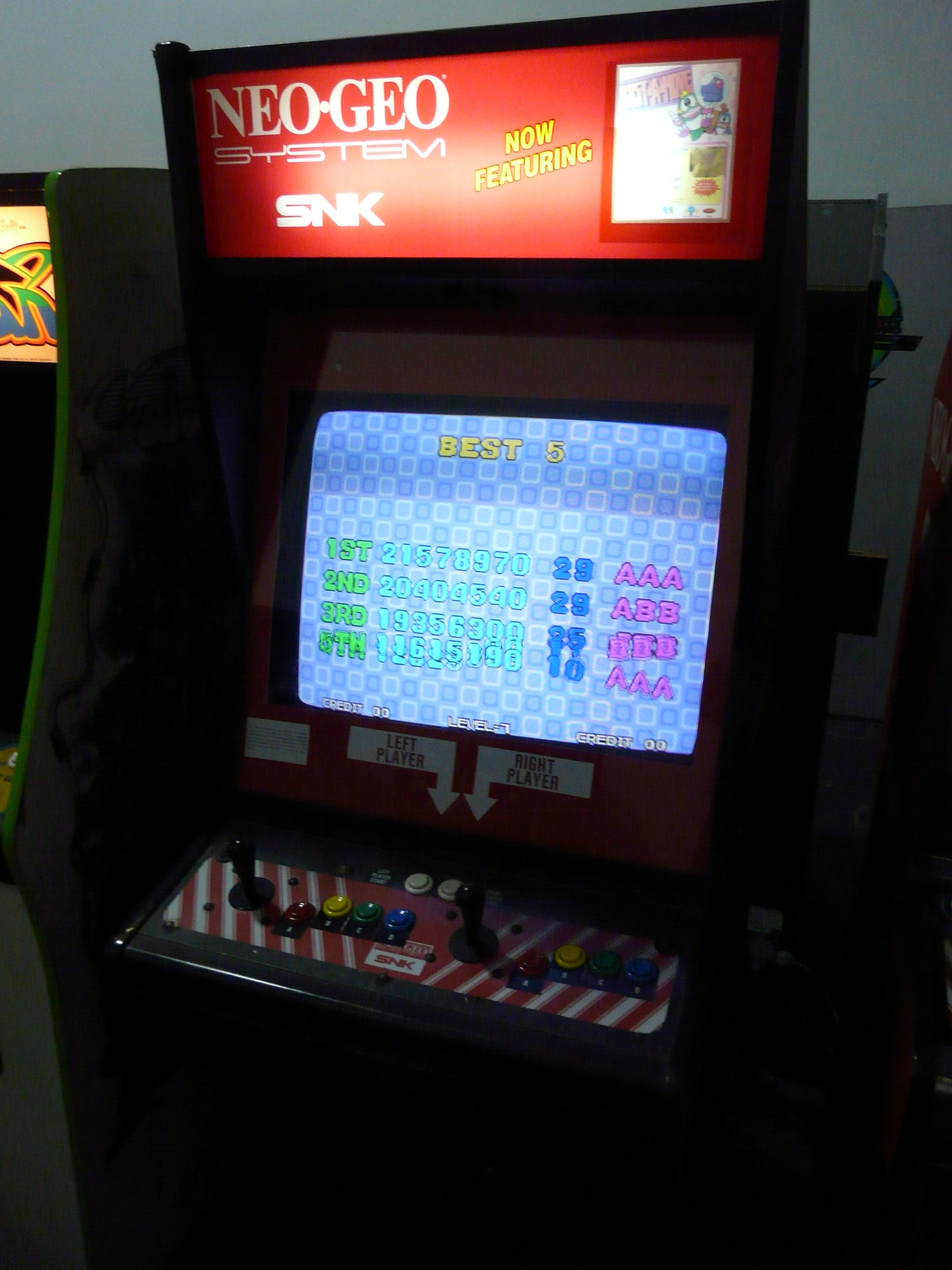
Bust-a-Move
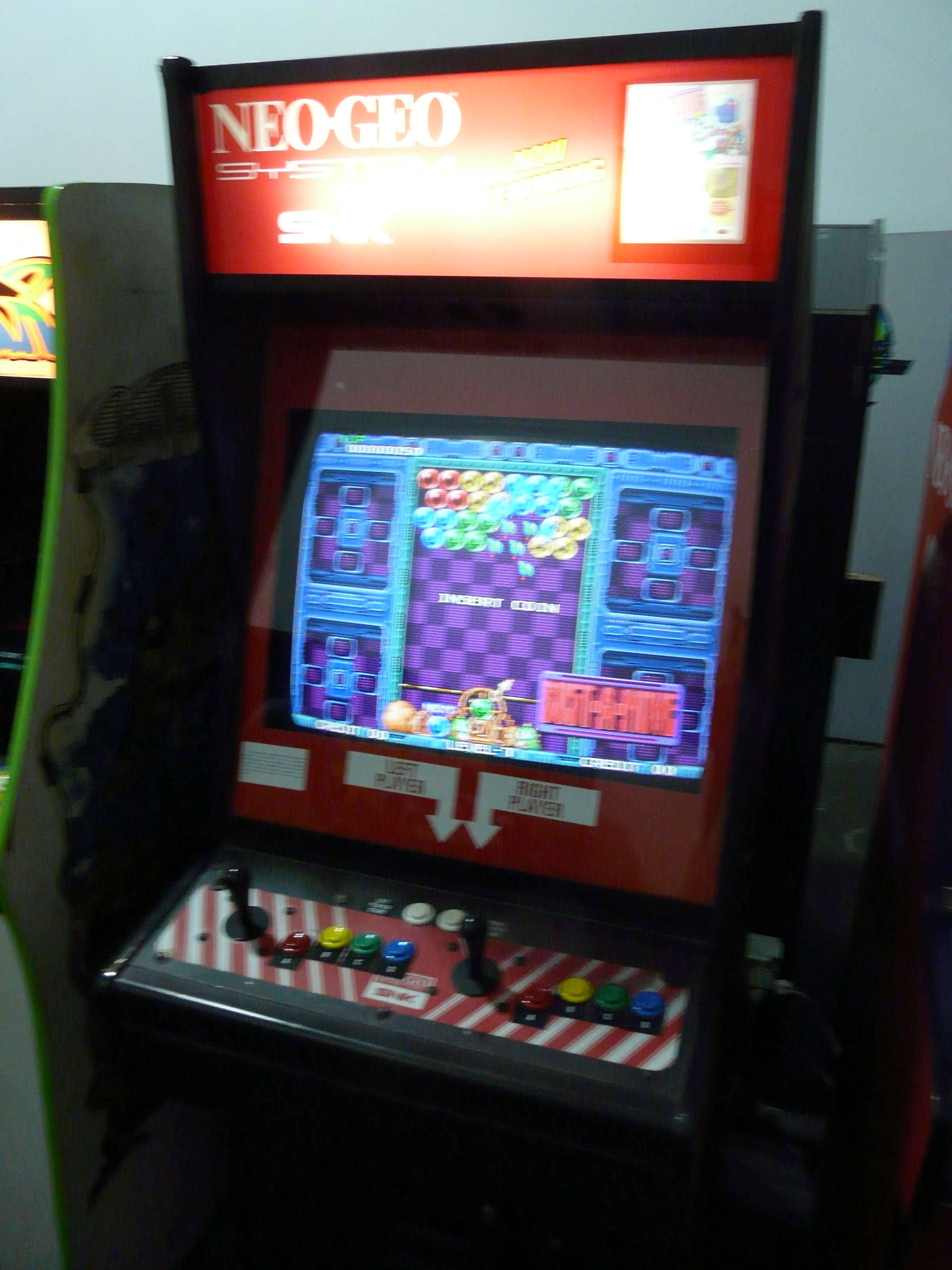
Bust-a-Move
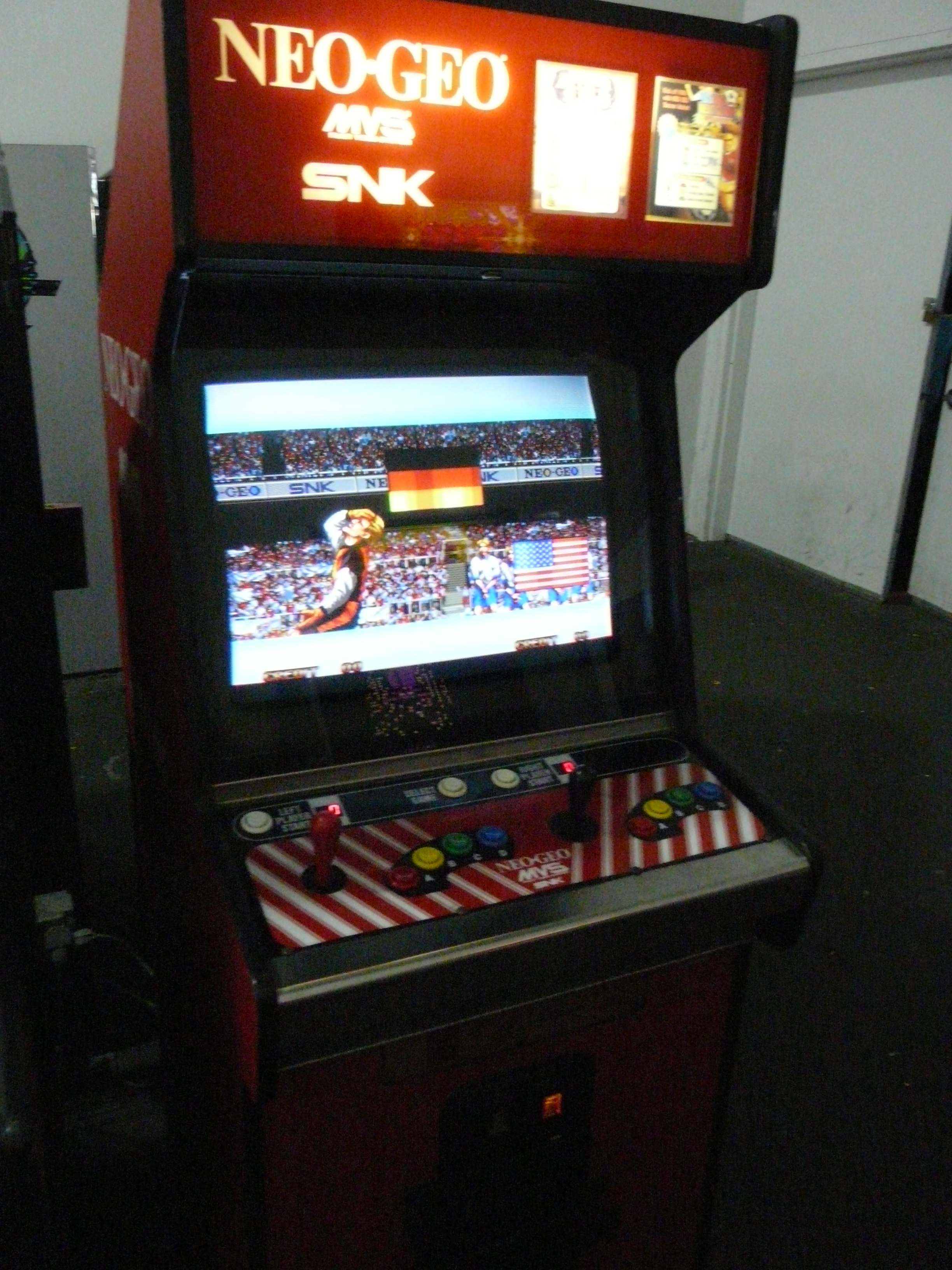
Super Sidekicks 3

### Carte mère
Le système d'arcade Neo-Geo MVS est constitué d'une carte mère dotée de un à six emplacements pour des cartouches de jeux, afin que le joueur puisse sélectionner à l'aide d'un bouton le genre de jeu qu'il désire. Suivant les modèles de carte mère, le connecteur servant à la relier à une borne d'arcade est au format JAMMA ou jamma+. La possibilité d'avoir plusieurs jeux sur une même carte mère permettait de meilleurs rendements pour les exploitants et un gain de place important, mais cela constituait également un avantage pour les joueurs qui bénéficiaient d'un choix supérieur à une borne d'arcade classique.
Les PCB du système MVS comportent des connecteurs permettant de brancher un circuit gérant l'affichage électronique du nombre de crédits restants. Ils possèdent également, comme la plupart des PCB d'arcade, des dipswitchs, permettant de faire différents réglages au niveau matériel.

### Bios
Le BIOS d'origine du système Neo-Geo fournit au système les fonctions classiques et sommaires d'un système d'arcade. Il existe plusieurs révisions du BIOS, suivant les zones géographiques suivantes : Europe (deux versions différentes), États-Unis (deux versions différentes), Asie (trois versions différentes), Japon (quatre versions différentes). Le BIOS Neo-Geo Deck est également spécifique. Cependant, le BIOS d'origine a été hacké, pour pouvoir offrir plus de fonctionnalités. L'Universe Bios ou Uni-Bios, version illégale du bios d'origine, propose de pouvoir changer plus facilement les options du système, comme la région et beaucoup d'autres fonctions,. Certains slots Neo-Geo ont des bios montés seulement sur socket, il est donc très facile de les interchanger.

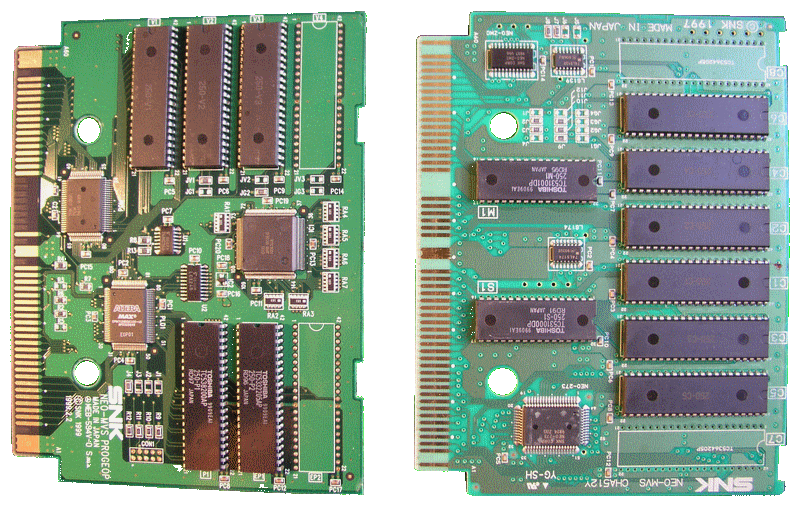
Les deux PCB d'une cartouche Neo-Geo MVS (Metal Slug X)

### Cartouche
Une cartouche Neo-Geo est composée de deux mini-PCB et sur lesquelles sont soudées les ROM,. La seule différence entre les cartouches d'arcade et celles de salon est la longueur du connecteur, qui les rend incompatibles l'une avec l'autre. Ce système a été conçu afin d'empêcher les gérants de salles d'arcade d'attendre la sortie des versions AES et les exploiter, versions alors moins chères que les MVS vendues aux professionnels par SNK. Aujourd'hui, le rapport s'est inversé et les MVS valent, dans la majeure partie des cas, beaucoup moins cher que les AES,,. Les cartouches MVS peuvent cependant être lues sur Neo-Geo AES grâce à des adaptateurs comme le NEO GEO PHANTOM SUPER CONVERTER V.2 ou le Neo Super MVS-SNK Convertor II.
Argument de vente par rapport aux consoles de l'époque (Super Nintendo et Mega Drive), puisque supérieure, les cartouches de jeux Neo-Geo proclamaient fièrement leur capacité durant le lancement du jeu. La capacité de stockage des cartouches Neo-Geo est de 330Mb (soit ~40Mo), signalé par « MAX 330 MEGA - PRO GEAR SPEC » au démarrage des jeux. Quelques jeux, tels que Top Hunter: Roddy and Cathy ou Fatal Fury 2, ont d'abord proposé une capacité plus importante atteignant et dépassant les 100Mb. Cette particularité est annoncée par l'écran au lancement du jeu et le logo « THE 100 MEGA SHOCK! »,. Cependant, les jeux les plus récents (à partir de The King of Fighters '98) offrent la possibilité de stocker plus du double de données que la capacité de départ, pour aller jusqu'à ~730Mb (avec The King Of Fighter 2003). Ces cartouches sont signalées par l'affichage du message « GIGA POWER » lors de l'écran titre au lancement des jeux. Cette quantité de stockage a pu être atteinte grâce à la technique du bank switching (Mémoire paginée).

Logo « THE 100 MEGA SHOCK! »

Pour une raison encore inconnue, il existe 18 coloris différents référencés du plastique des cartouches MVS,.
Les cartouches de couleur blanche marquées SNKG sont des cartouches de location (« G » de SNKG pour gashi, en français location). Destinées aux professionnels, ces cartouches leur permettaient de tester un jeu avant un éventuel achat définitif,.
Certains jeux sont sortis également en versions PCB. En fin de vie du système, SNK comprend qu'il n'est plus rentable pour les exploitants d'investir dans un système carte mère MVS et propose certains jeux sur PCB pour permettre à ceux n'ayant pas choisi le MVS d'exploiter quand même les jeux Neo-Geo. Les jeux The King of Fighters 2003, Metal Slug 5 et SNK vs. Capcom: SVC Chaos embarquent sur un seul et même circuit imprimé, tout le hardware d'un slot MVS, ainsi que les données contenues dans les cartouches.
Les cartouches de jeu pouvaient être achetées, mais SNK avait aussi mis en place un système de location de cartouches MVS pour les exploitants afin qu'ils puissent tester la rentabilité de ces jeux sans avoir à les acheter. Ces cartouches de location sont blanches et portent l'inscription « SNK-G ».
Aujourd'hui encore, ce système a une forte cote auprès d'un public collectionneur ou hardcore gamer, d'une part parce qu'on n'en trouve presque plus dans les salles d'arcade de la planète ainsi que dans les rares salles en France métropolitaine, d'autre part car son prix est généralement moins élevé que les cartouches pour console Neo-Geo.

### Contrôleurs

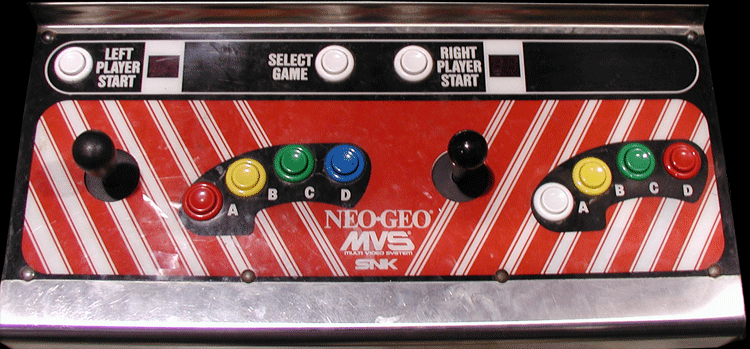
Panneau de contrôle d'une borne Neo-Geo MVS standard

Toutes les bornes d'arcade Neo-Geo MVS comportent deux joysticks 8 directions de style américain ainsi que deux jeux de quatre boutons (incurvés, de style américain également) alignés sur une légère courbe pour mieux suivre la physionomie de la main. Cependant le jeu The Irritating Maze utilise une trackball qu'il est possible de brancher notamment sur la carte mère MV1B. Il existe un kit de conversion qui permet de monter sur une borne Neo-Geo MVS d'origine la trackball de The Irritating Maze,.

### Sauvegarde

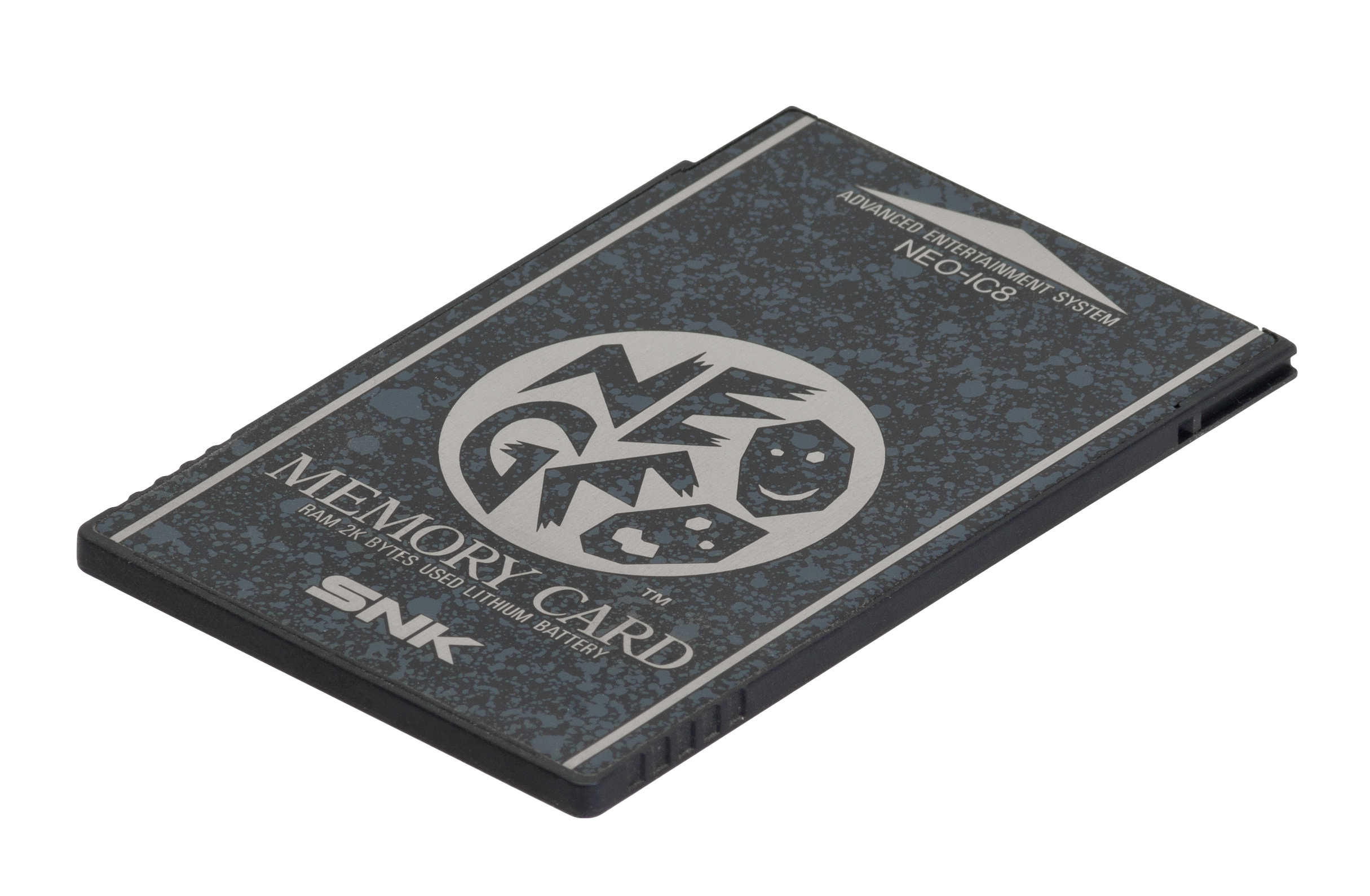
Carte mémoire Neo-Geo

Il est également possible de sauvegarder sa partie sur une carte mémoire vendue séparément et de la poursuivre sur la console de salon ou inversement. Cette carte mémoire, identique à celle de la console Neo-Geo AES, fut d'ailleurs la toute première de l'histoire du jeu vidéo et cette idée fut largement reprise sur les consoles de salon des générations suivantes. Les cartes avaient une capacité de stockage dérisoire, seulement 2 kilooctets, ce qui est extrêmement faible comparé par exemple aux déjà maigres 128 kilooctets d'une carte mémoire de PlayStation. Elle a été officiellement conçue pour sauvegarder de 17 à 27 positions de jeu. Dans la réalité, les fichiers de sauvegarde étant de taille plus ou moins importante, la carte ne permettait pas de sauvegarder autant de jeux. Une révision du système intégrait directement cette option sur la carte mère et trois autres permettaient de brancher un lecteur de carte mémoire externe.
Cependant, il existe d'autres solutions que la trop petite carte mémoire Neo-Geo officielle. NeoSaveMasta est un fan de Neo-geo qui a créé et commercialisé une carte compatible avec une capacité de stockage plus importante (32kb). D'un autre côté, la société Analogue Interactive qui produit des systèmes MVS consolidés, commercialise également une carte mémoire compatible d'une capacité de 32kb mais intégrée à leurs systèmes consolidés.

### Numéro NGM
Chaque jeu Neo-Geo est identifiable suivant un code appelé NGM (initiales de Neo-Geo MVS) (ainsi que NGH pour la Neo-Geo AES : Neo-Geo Home). Ce numéro sert essentiellement à différencier les cartouches pour le système de sauvegarde. À chaque chargement ou lecture de sauvegarde, le système mémorise les informations sous ce code pour plus tard les réutiliser.

### Link-Up Feature
Le système Neo-Geo (AES et MVS) offre la possibilité de brancher jusqu'à quatre systèmes en réseau local grâce à la fonction Link-Up Feature. Les systèmes se connectent via un câble jack stéréo (9 mètres maximum qui se branche de cartouche de jeu à cartouche de jeu (les premières éditions des cartouches possèdent sur le dessus de la tranche une prise Jack pour le branchement),.

### Sphero symphony
Certaines cartouches Neo-Geo AES sont marquées Sphero symphony (suivi de l'inscription Stereophonic sound (son stéréophonique)). Ce n'est pas une options matérielle supplémentaire et personne ne sait réellement pourquoi SNK a précisé ceci sur ces cartouches, il semble que c'est plutôt une technique utilisée lors du développement de la partie sonore de chaque jeu. Il faut rappeler que les sons sont identiques sur MVS et AES (ce qui n'est pas toujours le cas pour le reste du jeu). La liste des jeux concernés est : Riding Hero, Alpha Mission II, Ninja Combat, Cyber-Lip, The Super Spy, Mutation Nation, Sengoku, Burning Fight, Ghost Pilots, Last Resort, Soccer Brawl, Fatal Fury: King of Fighters, Football Frenzy, Crossed Swords, Thrash Rally, King of the Monsters 2: The Next Thing, Baseball Stars 2, Art of Fighting, Fatal Fury 2, Andro Dunos.

## Dérivés du Neo-Geo MVS

### Systèmes inspirés ou succédant au MVS
En 1992, Taito reprend l'idée des cartouches de jeux interchangeables avec son système d'arcade Taito F3. En 1993, c'est au tour de Capcom de reprendre l'idée avec le CP System II. En 1996 la société taïwainaise IGS crée le PGM, très inspiré du modèle MV-1A. Les cartouches ont quasiment les mêmes dimensions que des cartouches MVS.
Au milieu des années 1990, SNK cherche un successeur au système MVS et sort le système Hyper Neo-Geo 64 en septembre 1997. Seulement sept jeux sortent sur ce système, c'est un échec,.
En 2001, la société BrezzaSoft, fondée par Eikichi Kawasaki, fondateur de SNK parti juste avant sa faillite, commercialise le Crystal System, censé remplacer le système Neo-Geo MVS sur le marché des jeux d'arcade à bas prix. C'est un échec complet. En 2003, Sammy sort le système à cartouches Atomiswave. SNK Playmore abandonne en 2004 le système MVS pour développer leurs nouveaux titres en arcade sur ce support. Bien que le succès de l'Atomiswave ait été relativement moyen, on peut le considérer comme le vrai successeur du Neo-Geo MVS.

### Neo-Geo Deck

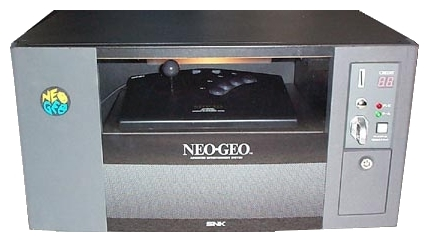
Neo-Geo Deck

Le Neo-Geo Deck ou Neo-Geo Hotel Unit, ou encore Room Amusement System (RAS), est un système de jeu vidéo payant pour chambres d'hôtel,.
En bois pour les premiers modèles, puis en métal, l'appareil se branche sur un téléviseur et incorpore deux joysticks de jeu et un monnayeur. Comme dans une borne d'arcade, le joueur paye sa partie.
Le Neo-Geo Hotel Unit utilise une carte mère Neo-Geo MVS spéciale non jamma, ainsi que des cartouches MVS qui ne peuvent pas être changées par les joueurs, mais uniquement par les employés de l'hôtel. La carte mère utilise une carte fille pour remplacer le branchement JAMMA. Le bios, bien qu'il soit spécifique au Hotel Unit, propose les mêmes options qu'une Neo-Geo MVS. Le système ne pouvant accueillir qu'une seule cartouche MVS à la fois, il n'est mention nulle part sur l'appareil du sigle « MVS » (Multi Video System).

### Neo Print
En 1996, SNK décide de sortir des purikuras, machines permettant d'imprimer des autocollants avec sa propre photo en sélectionnant le décor en fond,,,,,. Ces machines, appelées Neo Print, utilisent des cartes mères Neo-Geo MVS spéciales qui n'ont pas de connecteur JAMMA et ne qui peuvent pas faire fonctionner de jeux MVS classiques. En revanche, les cartouches Neo Print ne peuvent fonctionner que sur des cartes-mères Neo Print. Plusieurs cartouches pour le Neo Print ont vu le jour, proposant des fonds décoratifs différents,,,. Les quelques cartouches dumpées et identifiées sont Neo Print '98: NeoPri Best 44, Neo Print V1 et NeopriSP Retro Collection. Sont également connues, les cartouches Hanshin Tiger version et Obakeyashiki version (Haunted).

### Neo-Geo Countertop Conversion Kit
SNK a commercialisé le Neo-Geo MVS sous forme d'un kit, contenant tous les éléments nécessaires à la création d'une version borne de table du système (tabletop : mini-borne d'arcade à poser sur une table ou comptoir). Le Neo-Geo Countertop Conversion Kit comportait une carte mère MV1FZ, deux joysticks et 10 boutons, une série d'autocollants, un haut-parleur, un câblage JAMMA et des manuels d'installation. Le reste de la borne, c'est-à-dire le bois, l'écran et l'alimentation électrique, non fournis, devaient être achetés par l'acquéreur, en plus du kit,.

## Aspect technique

### Spécifications techniques
À l'époque de sa sortie, le Neo-Geo est un des systèmes proposant le plus de capacité, pour comparaison, bien plus puissant que les consoles de salon de l'époque, par exemple.
Le Neo-Geo MVS est équipé de deux microprocesseurs : un Motorola 68000, assisté d'un Zilog Z80 qui sert à la fois de coprocesseur et processeur son. Le rendu du son est quant à lui géré par une puce audio Yamaha YM2610.
Contrairement à la plupart des systèmes de jeu vidéo de son temps (consoles et arcade), le Neo-Geo n'utilise pas de tilemap de couches de fond, mais s'appuie exclusivement sur le dessin des sprites pour créer le fond. Les sprites sont des bandes verticales de 16 pixels de largeur, qui peuvent être de 16 à 512 pixels de haut. En posant de multiples sprites côte à côte, le système peut simuler une couche de fond. Le système peut dessiner jusqu'à 384 sprites à l'écran à la fois, et jusqu'à 96 par ligne d'image matricielle.
Le site NeoGeo Development Wiki propose sous forme de wiki, une vue d'ensemble détaillée sur le matériel de la Neo-Geo.
| Comparatif technique entre le Neo-Geo et les consoles de l'époque | Comparatif technique entre le Neo-Geo et les consoles de l'époque | Comparatif technique entre le Neo-Geo et les consoles de l'époque | Comparatif technique entre le Neo-Geo et les consoles de l'époque |
| ----------------------------------------------------------------- | ----------------------------------------------------------------- | ----------------------------------------------------------------- | ----------------------------------------------------------------- |
| Vert : Capacité plus importante                                   |                                                                   |                                                                   |                                                                   |
|                                                                   | NeoGeo MVS                                                        | Mega Drive                                                        | Super NES                                                         |
| CPU                                                               | Motorola 68000 16 bit 12 MHz                                      | Motorola 68000 16 bit 7,67 MHz                                    | WDC 65c816 16 bit 3,58 MHz                                        |
| Mémoire                                                           | 64 kio de RAM de travail 68 kio de RAM vidéo                      | 64 kio de RAM de travail 64 kio de RAM vidéo                      | 128 kio de RAM de travail 64 kio de RAM vidéo                     |
| résolution                                                        | 320×224                                                           | 320×224                                                           | 256×224 512×440 possible                                          |
| Couleurs                                                          | 65 536 possible 4 096 simultanées                                 | 512 possible 64 simultanées                                       | 32 768 possible 256 simultanées                                   |
| Sprites simultanés                                                | 380 sprites 3 plans de fonds                                      | 80 sprites 3 plans de fonds                                       | 128 sprites 4 plans de fonds                                      |
| Taille de sprite mini/maxi                                        | Programmable 1×2 pixels jusqu'à 16×512 pixels                     | 32×32 pixels                                                      | 8×8 pixels 64x64 pixels                                           |
| Son                                                               | Yamaha YM2610 15 Canaux                                           | Yamaha YM2612 6 Canaux                                            | Sony SPC700 8 Canaux                                              |
| Média                                                             | Cartouche 708 Mib (88,5Mio)                                       | Cartouche 40 Mib (5 Mio)                                          | Cartouche 72 Mib (9 Mio)                                          |

#### Processeur
- Processeur central : Motorola 68000 cadencé à 12 MHz
- Coprocesseur (et processeur audio) : Zilog Z80A cadencé à 4 MHz

#### Audio
- Processeur audio (et coprocesseur) : Z80A cadencé à 4 MHz
- Puce audio: Yamaha YM2610 cadencé à 8 MHz
  - 3 voix PSG
  - 4 voix FM
  - 7 voix PCM
    - 1 voix ADPCM 4 bits de 1,8 à 44 kHz
    - 6 voix ADPCM 4 bits à 18 kHz

#### Mémoire
- Mémoire principale : 64 kio
- Mémoire vidéo principale : 74 kio
  - Mémoire vidéo : 64 kio
  - Palette mémoire : 8 kio
  - Fast vidéo RAM : 2 kio
- Mémoire son : 2 kio

#### Affichage
- Résolution d'affichage : 320×224 pixels
- Palette couleurs : 65 536
- Couleurs simultanées : 4 096
- Sprites simultanés : 380
- Taille minimale des sprites : 1×2
- Taille maximale d'un sprite : 16×512
- Sprites simultanés par ligne d'image matricielle : 96
- Nombre de plans d'affichage : 3
- Calque d'arrière-plan : 0
- Format : 4:3
- Sortie A/V : RF, Vidéo composite, RGB

#### Média
- PCB de ROM jusqu'à 330 Mibit (~40 Mio) et 730 Mibit (~90 Mio) pour les plus récentes
- Carte mémoire amovible : Carte JEIDA ver.3 68-pin ou 2 kio ou équivalent

#### Connectique

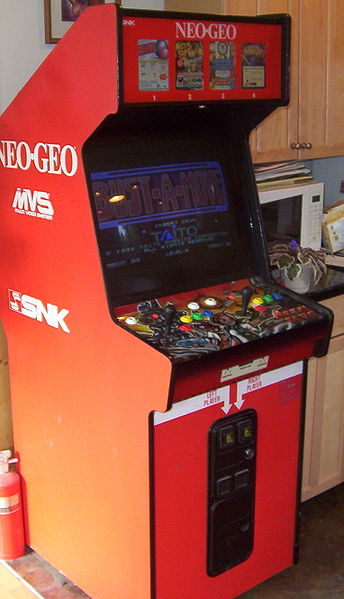
Borne Neo-Geo MVS 4 slots

Toutes les cartes-mères Neo-Geo MVS dotées d'un seul slot utilisent la norme JAMMA, mais certaines versions utilisent également un peigne spécifique ressemblant fortement au JAMMA. Cette connectique Neo-Geo MVS comporte notamment en plus les boutons pour sélectionner les jeux (pour les cartes-mères multi-slot) et les boutons de crédit des joueurs 3 et 4,.
| Côté soudure          | Côté soudure | Côté Composant | Côté Composant       |
| --------------------- | ------------ | -------------- | -------------------- |
| Masse                 | A            | 1              | Masse                |
| Masse                 | B            | 2              | Masse                |
| + 5 Volts             | C            | 3              | + 5 Volts            |
| + 5 Volts             | D            | 4              | + 5 Volts            |
|                       | E            | 5              |                      |
| + 12 Volts            | F            | 6              | + 12 Volts           |
| Détrompeur            | H            | 7              | Détrompeur           |
| Compteur 2            | J            | 8              | Compteur 1           |
| Lock out 2            | K            | 9              | Lock out 1           |
| Haut parleur gauche + | L            | 10             | Haut parleur droit + |
| Bouton test           | M            | 11             | audio + (mono)       |
| Vidéo vert            | N            | 12             | Vidéo rouge          |
| Synchrone vidéo       | P            | 13             | Vidéo bleu           |
| Bouton service        | R            | 14             | Masse vidéo          |
| Crédit 4              | S            | 15             | Crédit 3             |
| Crédit 2              | T            | 16             | Crédit 1             |
| Jouer 2               | U            | 17             | Jouer 1              |
| Haut joueur 2         | V            | 18             | Haut joueur 1        |
| Bas joueur 2          | W            | 19             | Bas joueur 1         |
| Gauche joueur 2       | X            | 20             | Gauche joueur 1      |
| Droite joueur 2       | Y            | 21             | Droite joueur 1      |
| Bouton 1 joueur 2     | Z            | 22             | Bouton 1 joueur 1    |
| Bouton 2 joueur 2     | a            | 23             | Bouton 2 joueur 1    |
| Bouton 3 joueur 2     | b            | 24             | Bouton 3 joueur 1    |
| Bouton 4 joueur 2     | c            | 25             | Bouton 4 joueur 1    |
| Sélection bas         | d            | 26             | Sélection haut       |
| Masse                 | e            | 27             | Masse                |
| Masse                 | f            | 28             | Masse                |

### Révisions
Le système Neo-Geo MVS connait plusieurs avancées techniques. Même si l'architecture et le jeu de puces choisis sont identiques, différentes versions du slot Neo-Geo voient le jour.
|                                                      | MV-1       | MV-1A      | MV-1AX     | MV-1B      | MV-1C    | MV-1F      | MV-1FS     | MV-1FZ     | MV-1T      | MV-2     | MV-2F    | MV-4F    | MV-4T    | MV-6F    |
| ---------------------------------------------------- | ---------- | ---------- | ---------- | ---------- | -------- | ---------- | ---------- | ---------- | ---------- | -------- | -------- | -------- | -------- | -------- |
| Nombre de slots                                      | 1          | 1          | 1          | 1          | 1        | 1          | 1          | 1          | 1          | 2        | 2        | 4        | 4        | 6        |
| Orientation de la cartouche                          | Horizontal | Horizontal | Horizontal | Horizontal | Vertical | Horizontal | Horizontal | Horizontal | Horizontal | Vertical | Vertical | Vertical | Vertical | Vertical |
| Connectique                                          | JAMMA      | JAMMA      | JAMMA      | JAMMA      | JAMMA    | JAMMA      | JAMMA      | JAMMA      | JAMMA      | MVS      | MVS      | MVS      | MVS      | MVS      |
| Slot carte mémoire intégré                           | Non        | Non        | Non        | Non        | Non      | Non        | Non        | Non        | Non        | Oui      | Oui      | Non      | Non      | Non      |
| Support carte mémoire externe                        | Oui        | Non        | Non        | Non        | Non      | Non        | Non        | Non        | Non        | Non      | Non      | Oui      | Oui      | Oui      |
| Port joystick                                        | Oui        | Non        | Non        | Non        | Non      | Oui        | Non        | Non        | Oui        | Oui      | Oui      | Oui      | Oui      | Oui      |
| Stéréo via harnais                                   | Non        | Non        | Non        | Non        | Non      | Non        | Non        | Non        | Non        | Oui      | Oui      | Oui      | Oui      | Oui      |
| Stéréo via le connecteur                             | Oui        | Non        | Non        | Non        | Non      | Oui        | Non        | Non        | Non        | Non      | Non      | *        | *        | *        |
| Commutateur mono/stéréo                              | Oui        | Non        | Non        | Non        | Non      | Oui        | Non        | Non        | Non        | Non      | Non      | Non      | Non      | Non      |
| Prises jack casque intégrées                         | Non        | Non        | Non        | Non        | Non      | Non        | Non        | Non        | Non        | Oui      | Oui      | Non      | Non      | Non      |
| Connecteur casque                                    | Oui        | Non        | Non        | Non        | Non      | Oui        | Non        | Non        | Non        | Non      | Non      | Oui      | Oui      | Oui      |
| Contrôle du volume                                   | Oui        | Oui        | Oui        | Oui        | Oui      | Oui        | Oui        | Oui        | Oui        | Oui      | Oui      | Oui      | Oui      | Oui      |
| Contrôle du volume casque                            | Oui        | Non        | Non        | Non        | Non      | Oui        | Non        | Non        | Non        | Oui      | Oui      | Oui      | Oui      | Oui      |
| BIOS                                                 | Socket     | Socket     | Soudé      | Soudé      | Soudé    | Socket     | Socket     | Socket     | Socket     | Socket   | Socket   | Socket   | Socket   | Socket   |
| * Stéréo par l'intermédiaire de la prise jack casque |            |            |            |            |          |            |            |            |            |          |          |          |          |          |

### Protection des jeux

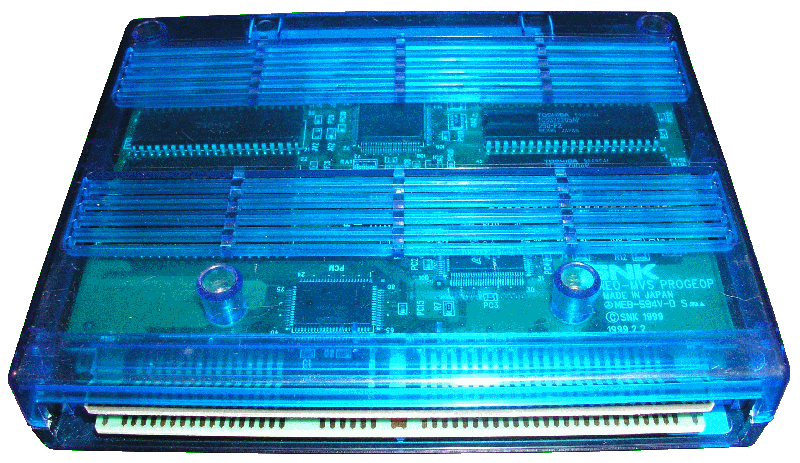
Une cartouche Neo-Geo MVS

#### Généralités
De 1990 à 1998, les jeux Neo-Geo MVS n'étaient dotés d'aucun système de protection. Comme tout système de jeu d'arcade à succès non protégé, les jeux MVS ont été victimes de nombreuses copies le plus souvent fabriquées en Chine, des copies appelées bootleg et vendus aux exploitants du monde entier bien moins chers que les cartouches originales, un manque à gagner colossal pour la société SNK.
Les jeux MVS n’ont été protégés qu’à partir de certaines versions de The King of Fighters '98. À partir de 1999, chaque jeu est équipé d'un système anti-copie.
Il y a différentes méthodes de protection. Certaines sont une simple désorganisation ou brouillage des données contenues dans les ROM. D’autres sont de vrais cryptages des données.
Les jeux MVS sont composés de différentes ROM :
- Px : ROM gérant le programme principal ;
- Cx : ROM contenant les graphismes ;
- Vx : ROM contenant les samples sonores ;
- M1 : ROM de programme gérant les sons.

#### Les différentes évolutions
Les premières protections, les plus simples, par brouillage, sont apparues sur les ROM de programmes (Garou: Mark of the Wolves par exemple). Ces protections ont été déjouées grâce à l’analyse et à la comparaison des ROM protégées avec les ROM de versions prototypes de ces mêmes jeux, les prototypes n’étant pas du tout protégés.
À partir de The King of Fighters '99, il y a eu des protections sur les ROM graphiques (Cx), et la première personne à les avoir décryptées fut Mr Lee, qui proposa des ROM analogues aux originales, mais décryptées. Il s’agissait donc de ROM dites « pré-décryptées » qui ont permis l'émulation de ces jeux.
Razoola (Cps-2 Shock) et _[Mhz]_ (alias Mr K, auteur de Kawaks) ont élaboré par la suite une méthode pour décrypter les ROM directement en mémoire (à la volée, ce qui est différent d’une lecture de ROM pré-décryptées) toutes les ROM de type (Cx) des jeux possédant un cryptage commun à The King of Fighters '99. Ce moyen fut, plus ou moins au même moment, intégré dans l'émulateur MAME.
À partir de The King of Fighters 2000 est apparu un nouveau cryptage sur les ROM graphiques, qu'on appela cryptage de type King of Fighters 2000, bien plus complexe que les précédents. Il fut malgré tout décrypté.
Sur les jeux suivants, ce sont les ROM de type (M1) qui ont été protégées à leurs tours. Certaines personnes ont réussi à créer des ROM « pré-décryptées » qui n'étaient pas parfaites, mais très conformes aux originales (sans la protection). Ce n'est que des années après (le 18 septembre 2008) qu'une méthode a été trouvée pour déchiffrer correctement ces ROM, grâce au travail d'Andreas Naive (qui déchiffra également le CP System II et CP System III).
Un cryptage complexe est apparu ensuite sur les ROM de samples sonores (Vx), composé de deux types de cryptage s'y distinguent : 
- Les ROM de type « neo pcm2 snk 1999 », dont un brouillage à plusieurs niveaux était présent sur les ROM, formant une protection puisqu'il faut reclasser les données dans le bon sens pour que les ROM soient lues convenablement. C'est par exemple le cas des jeux Rage of the Dragons, Metal Slug 4 et Pochi and Nyaa ;
- Les ROM de type « neo pcm2 playmore 2002 », équipées d'une nouvelle protection avec également plusieurs niveaux de brouillage. Les données étaient plus difficiles à remettre en ordre par rapport aux précédentes protections. Dans un premier temps, il a fallu utiliser des méthodes non fiables, similaires à l'utilisation de ROM pré-décryptées comme à l'époque pour les (m1). Finalement, le code adéquat fut quand même trouvé par un travail d'équipe ; les jeux concernés par cette protection sont : The King of Fighters 2002, Power Instinct Matrimelee, Metal Slug 5 (version PCB et MVS), Samurai Shodown V, Samurai Shodown V Special (MVS et AES), SNK vs. Capcom: SVC Chaos (PCB et MVS) et The King of Fighters 2003 (PCB et MVS).

Il faut préciser qu’une protection sur un type de ROM n’empêche pas la présence d'une protection sur une autre. Ainsi, si certains jeux n’étaient protégés qu’au niveau des Px, les derniers jeux le sont au niveau des Px, Cx, Vx et M1.

#### Conclusions
Aujourd'hui tous les jeux ont été déchiffrés intégralement et sont également parfaitement émulés, notamment par l'émulateur MAME. Tous les jeux les plus récents du système ont aussi été copiés dans des cartouches bootlegs.
Il existe aussi un grand nombre de jeux pirates, comme Crouching Tiger Hidden Dragon 2003, un hack du jeu The King of Fighters 2001. Des entreprises chinoises ont aussi créé à partir de 2006, des cartouches MVS pirates contenant de nombreux jeux MVS en une seule cartouche (50 jeux en 1, 108 jeux en 1) sélectionnable grâce à un menu.
De par son succès et malgré l'utilisation de protection à partir de 1998 de la part de SNK, le système MVS a été l'un des systèmes d'arcade les plus piratés de l'histoire des jeux d'arcade.

### Dipswitchs
Comme la quasi-totalité des systèmes et des PCB d'arcade, le Neo-Geo MVS possède des dipswitchs permettant différents réglages au niveau matériel :
|                                                                                         | switch 1 | switch 2 | switch 3 | switch 4 | switch 5      | switch 6 | switch 7 | switch 8 |
| --------------------------------------------------------------------------------------- | -------- | -------- | -------- | -------- | ------------- | -------- | -------- | -------- |
| Normal play mode Test mode                                                              | Off On   |          |          |          |               |          |          |          |
| Number = 2 Of coin chutes = 4                                                           |          | Off On   |          |          |               |          |          |          |
| Link mode cabinet # 1 Link mode cabinet # 2 Link mode cabinet # 3 Link mode cabinet # 4 |          |          |          | Off On   | Off On Off On |          |          |          |
| Link mode enabled = no Link mode enabled = yes                                          |          |          |          |          |               | Off On   |          |          |
| Normal play mode Free play mode                                                         |          |          |          |          |               |          | Off On   |          |
| Normal play mode Freeze screen                                                          |          |          |          |          |               |          |          | Off On   |

Pour utiliser le Link-Up Feature, un réglage des dipswitchs est nécessaire. Chaque borne d'arcade branchée doit être positionnée sur On au niveau du switch 6, chaque borne doit posséder une combinaison unique du switch 4 et 5 pour avoir une adresse unique, sinon le réseau ne fonctionne pas.
|           | switch 4 | switch 5 | switch 6 |
| --------- | -------- | -------- | -------- |
| Cabinet 1 | Off      | Off      | On       |
| Cabinet 2 | Off      | On       | On       |
| Cabinet 3 | On       | Off      | On       |
| Cabinet 4 | On       | On       | On       |

### Manuels techniques
Les manuels de service permettent de bien connaître le système, son installation, son utilisation et éventuellement comprendre de petites pannes, le réglages du système et des Dipswitchs,.

### Développement
Mi 2011, le manuel de développement, document fourni aux développeurs de l’époque qui travaillaient sur la création de jeux Neo-Geo, a été mis en ligne sur Internet,.
Le développement des jeux était effectué à l'époque sur PC9821 de NEC. Le 23 janvier 2014, Dlfrsilver (Denis Lechevalier, connu dans le monde de l'émulation pour la préservation de jeux anciens) a découvert le code source du jeu Art of Fighting, qui est maintenant public et consultable en ligne. Il a pu extraire le code source d'un CD-ROM d'un kit de conversion pour PC9821.

## Liste des jeux
Le Neo-Geo MVS a connu une forte expansion depuis sa création. Beaucoup de jeux furent produits en interne et beaucoup d'entreprises développèrent sur ce système, pour composer une ludothèque de près de 160 titres, à la vitesse de 15 à 25 jeux par an au plus fort de la popularité du système.
|  |

Logo « Neo-Geo for NESiCAxLive »

Mais la production va décroître considérablement dès que la société SNK connaît des difficultés et les sorties sur ce système vont devenir très rares dès les premiers soucis « Neo-Geo CD » aux alentours de l'année 1997. L'aventure Neo-Geo se prolonge au-delà de l'existence de la société SNK, jusqu'en 2004 avec l'emblématique et dernier jeu Neo-Geo MVS Samurai Shodown V Special.
Le Neo-Geo va à la fois marquer SNK et l'histoire du jeu vidéo d'arcade et du jeu vidéo tout court. Un grand nombre de licences célèbres et incontournables sont sorties sur ce système comme Art of Fighting, Fatal Fury, Metal Slug, Samurai Shodown ou The King of Fighters.
Comme la plupart des systèmes de jeux vidéo ayant connu beaucoup de sorties de jeux sur une longue durée, certains ont été annoncés, d'autres commencés puis abandonnés (notamment lors de la faillite de SNK). La ludothèque Neo-Geo possède également quelques hack et plusieurs prototypes.
Une grande quantité de jeux Neo-Geo ont été réédités sur Console virtuelle, PlayStation Network, Xbox Live Arcade, téléchargeables sur les différentes plates-formes virtuelles de téléchargements de la Wii, de la PlayStation 3 et de la Xbox 360 ; les jeux sont bien sûr émulés et jouables sur chaque consoles de jeu vidéo. certains jeux sont disponibles sur Taito Type X via sa plate-forme de téléchargement NESiCAxLive.
Depuis 2009, le monde du jeu vidéo a vu plusieurs sorties surprenantes sur Neo-Geo (voir la section Héritage de ce même article) comme Last Hope: Pink Bullets, Fast Striker, GunLord, ainsi que Bang² Buster, Treasure of the Caribbean grâce à deux entreprises européennes que sont NG:Dev.Team et N.C.I.
Le Neo-Geo comporte beaucoup de jeux de combat, un fan a constitué une base de données sur les mouvements et coups spéciaux de chaque personnages et chaque jeu, disponible à l'époque sur le site Neo-Encyclopedia (le site n’existe plus, mais les fichiers sont toujours disponibles et consultables par exemple sur Neo-Arcadia). Il existe d'autres possibilités pour connaître ces coups et astuces comme sur GameFAQs - Section Neo-Geo. Une autre possibilité est le fichier « command.dat » à utiliser en coordination avec un émulateur, par exemple MAME. Il permet d'afficher via les options, les coups et mouvements autorisés directement dans le jeu durant la partie. Plusieurs versions de ce fichier circulent par exemple sur ArcadeHits ou sur MAME Channel.

## Portage et émulation
Une grande partie des jeux MVS sont également sortis sur Neo-Geo AES et un grand nombre sur Neo-Geo CD.
Le service d'abonnement GameTap inclut actuellement un émulateur Neo-Geo et une petite bibliothèque de jeux Neo-Geo.
En 2013, SNK Playmore a orienté son activité vers les téléphones mobiles qui ont accueilli les adaptions de plusieurs jeux Neo-geo célèbres. D'un autre côté, Metal Slug 3 a débarqué sur Steam en février 2014.
Un grand nombre de jeux Neo-Geo sont téléchargeables sur les différentes plates-formes virtuelles de téléchargements de la Wii, de la PlayStation 3 et de la Xbox 360, respectivement appelées Console virtuelle, PlayStation Network, Xbox Live Arcade ; les jeux sont bien sûr émulés et jouables sur chaque consoles de jeu vidéo. En février 2007, Nintendo a annoncé sur son site japonais que le Neo-Geo jeux apparaîtrait sur la console virtuelle de la Wii au Japon, les annonces en avril et juillet ont confirmé l'apparition sur la console virtuelle en Amérique du Nord, et le 1er octobre, une annonce similaire concernant la console virtuelle en Europe a été effectuée. Les jeux Neo-Geo sont désormais disponibles sur la console virtuelle européenne, ainsi qu'en Australie le 5 octobre 2007 et le 8 octobre 2007 en Amérique du Nord. Chaque jeu Neo-Geo publié sur la console virtuelle vaut dans toutes les régions 900 Nintendo Points (sauf Ironclad : 1000 Nintendo Points), ce qui correspond à 9 €. Des jeux Neo-Geo sont également disponibles via le Xbox Live Arcade et le PlayStation Network.
L'émulation sur ordinateur du système Neo-Geo MVS est totalement maitrisée depuis plusieurs années, notamment par MAME (émulateur multiplateformes). L'émulation du système n'a pas été une grosse difficulté à surmonter, comme l'a pu être par exemple celle du CPS2 ; la protection est comprise malgré ses évolutions au fil du temps (voir la section Protection des jeux de ce même article), l'émulation en elle-même est stable et précise, fidèle au système d'origine. NeoRageX est un émulateur destiné au Neo-Geo MVS. Kawaks émule le Neo-Geo entre autres. Nebula est un émulateur de plusieurs systèmes d'arcade dont le Neo-Geo, il est assez ancien et plutôt bugué. Kawaks et Nebula ont la particularité de pouvoir accepter à tout moment, n'importe quelle ROM Neo-Geo modifiée. Final Burn Neo émule le Neo-Geo et plusieurs autres systèmes d'arcade, le travail est directement inspiré des pilotes de MAME. L'émulation ouvrira une brèche pour les homebrews en tous genres, notamment pour les jeux de combat (voir la section Hacks et homebrews de ce même article).

## Hacksethomebrews
Le hacking des jeux Neo-Geo est un phénomène très répandu. Comme pour tous les jeux vidéo, il peut être plus ou moins poussé, allant des simples modifications graphiques comme des changements de couleurs ou d'écrans de menu, jusqu'aux déblocages de personnages cachés ou des ajouts de coups spéciaux, ou des modifications au niveau du gameplay du personnage. Les modifications peuvent également être effectuées au niveau matériel dans les cartouches de jeu. La communauté du jeu vidéo de la région asiatique est notamment une très grosse productrice de homebrews Neo-Geo. Plusieurs émulateurs, basés sur les sources de MAME notamment proposent et émulent ces jeux modifiés, comme l'émulateur Mame NεH†. La modification de ROM peut s'effectuer grâce à des programmes comme ceux proposés sur le site Neo-Bitz.
Le système Neo-Geo n'échappe pas aux bootleggers, les professionnels du hack ont produit un grand nombre de copies illégales, parmi lesquels le très célèbre Metal Slug 6 (sur Neo-Geo MVS) qui n'est qu'un hack de Metal Slug 3, alors que le jeu officiel Metal Slug 6 (par SNK Playmore) est sorti sur Atomiswave, ou le jeu de combat Crouching Tiger Hidden Dragon 2003 (par Phenixsoft) basé sur le jeu The King of Fighters 2001 mixant ce dernier avec The King of Fighters '94. Un grand nombre de cartouches multi-jeux bootleg ont été créées, en ajoutant des ROM de plus grande capacité. Il est donc aisé de trouver dans le commerce des cartouches illégales Neo-Geo MVS du type 100 in 1 ou 161 in 1. Certains amateurs copient également leurs créations sur support physique, sur des cartouches Neo-Geo MVS. Le site Neo Geo MVS Scans propose une liste de jeux officiels et pirates accompagnée de photos qui permet d'avoir une vue globale des jeux Neo-Geo illégaux les plus répandus.
La modification du côté du matériel a déjà été évoquée dans cet article avec l'Uni-Bios (voir la fin de la section Description). La consolidation du système est également une modification répandue.

## Postérité

### Renommée
Le système d'arcade Neo-Geo MVS a marqué l'histoire des jeux d'arcade et du jeu vidéo tout court. De par son succès gagné grâce à des jeux efficaces sur un matériel compétitif à l'époque de sa sortie, le concept de la borne multi-jeux qui a fait mouche, porté par des titres phares de qualité comme les Fatal Fury, les Metal Slug, les Samurai Shodown ou  lesThe King of Fighters, le Neo-Geo MVS a réussi à créer un noyau très dur de fans sur Internet toujours actifs plusieurs années après l'arrêt officiel de la production du système et du développement de jeux. Il est possible de citer par exemple le site dédié Neo-Geo.com ou au niveau francophone Neogeofans.com. La déclinaison de sites liés au Neo-Geo est d'une quantité très importante.
La console Neo-Geo AES, qui partage strictement le même matériel, a été classée au 19e au classement des 25 meilleures consoles de jeux vidéo de tous les temps par le site de jeux vidéo IGN en 2009.
Le système Neo-Geo a été récompensé par plusieurs prix. En août 1991, il reçoit le ACME award pour le volume de ventes, le AMOA award en septembre 1991 pour la nouveauté technologique la plus innovante et en mars 1992, le AOU award dans la catégorie produit de qualité supérieure.
Samurai Shodown a été désigné Game of the year 1993 (traduction : jeu de l'année) par le magazine de presse écrite spécialisé dans les jeux vidéo Electronic Gaming Monthly.

### Héritage
Le système Neo-Geo, très répandu sur le marché de l'occasion, subsiste encore auprès des fans d'arcade grâce à sa modularité et son utilisation en conjonction avec un supergun ou en tant que système consolidé.
Pour célébrer le 20e anniversaire du lancement du système, SNK Playmore a créé un site internet dédié avec un historique, une liste officielle des jeux commercialisés, une galerie d'images et une boutique de produits dérivés.
Le Neo-Geo MVS subsiste également grâce à des professionnels de l'industrie vidéoludique. Bien que cela puisse paraître surprenant, plusieurs entreprises développant des jeux vidéo produisent des réalisations pour ce système.
En 2012, SNK tente de faire revivre le Neo-Geo grâce à la console Neo-Geo X mais l'expérience tourne court.

#### Production actuelle
Près de six ans après la création du dernier jeu Neo-Geo, l'entreprise allemande NG:Dev.Team commercialise de nouveau des jeux pour le Neo-Geo. Last Hope: Pink Bullets, shoot them up, est sorti au format MVS en février 2011. En 2010, le shoot them up Fast Striker sort au format MVS exclusivement au Japon. Le jeu vidéo de plates-formes GunLord, sort le 31 décembre 2011 sur Neo-Geo MVS,,. Un shoot portant le nom de NEO XYX est sorti le 28 octobre 2013 sur MVS notamment. Le mardi 3 juin 2014, NG:Dev.Team annonce un nouveau shooter sur MVS nommé Razion pour l'automne 2014. Le 18 mars 2015, un shoot nommé Kraut Buster (dans l'esprit de Metal Slug) est annoncé sur AES et MVS pour l'hiver 2015 - il verra finalement le jour en 2019.
La société française Neo Conception International a racheté les droits de plusieurs jeux Neo-Geo dont le développement avait commencé, puis qui furent annulés. Bang² Buster, est sorti le 15 août 2011 sur Neo-Geo MVS. Treasure of the Caribbean (développé par Le Cortex) est rendu disponible le 17 février sur MVS,. QP (qui pourrait être renommé Quiz Party) était prévu pour mi-2012 et donc toujours en attente d'une éventuelle sortie. Les droits de Warlocks of the Fates, un prototype datant de 1995, ont été rachetés par NCI en mars 2012 ; l'édition du jeu est en attente.
Le studio français Le Cortex, fort du développement de Treasure of the Caribbean pour NCI, décide de développer et éditer seul un jeu sur Neo-Geo. Le Cortex sort le jeu Crouching Pony Hidden Dragon sur MVS début décembre 2013,.
La société NeoBitz propose fin 2013 le jeu Knight’s Chance (qui comporte un ensemble de quatre jeux de hasard intitulés Cursed Mynd, Dragon Hollow, Mystic Dice et Demon’s Hold) disponible en MVS.
Fin 2018, la société Bitmap Bureau ouvre les précommandes pour le jeu Xeno Crisis pour Neo·Geo AES, MVS et CD.

#### Neo-Geo X
En 2012, SNK Playmore (branche américaine) passe un partenariat avec Tommo pour créer la console portable Neo-Geo X,. Sortie le 18 décembre 2012 dans le pack « Neo Geo X Gold Limited Edition », elle permet de jouer aux jeux originaux sortis sur le système Neo-Geo MVS et AES. Elle est livrée avec 20 jeux originaux Neo-Geo pré-installés et des jeux supplémentaires sont disponibles sur cartouches de jeu (NEO-GEO X Mega Pack Volume 1 et NEO-GEO X Classics Volume 1 à 5). La Neo-Geo X devient console de salon par l'intermédiaire du slot Neo-Geo X Gold, il suffit d'insérer la Neo-Geo X dans le support pour jouer sur n'importe quel écran de télé. Dans le pack figure également une réplique du joystick Neo-Geo AES.
Cependant, la console utilisant une base de Linux et l'émulateur FB Neo pour faire fonctionner les jeux Neo-Geo, a été piratée très rapidement, très facilement, et de plusieurs manières.
Dans un premier temps, il est possible de jouer à n'importe quel jeu Neo-Geo, c'est-à-dire charger n'importe quelle rom et d'y jouer. La console ne possédant pas de protection contre la copie de sa mémoire, il suffit de charger une rom à la place de la mémoire originale pour jouer au jeu de son choix.
Peu de temps après, une deuxième manière de pirater la console est dévoilée (branchement vers un PC via un câble, puis hackage), permettant de jouer à plusieurs autres consoles de jeux, comme les Nintendo Nes, Super Nintendo, Game Boy Advance, Game Boy Color, les Sega Mega Drive, Master System, l'Atari 2600, la Sony PlayStation, et en arcade, le Capcom CPS1 et CPS2 et bien sûr toutes rom Neo-Geo MVS ou AES.
Moins d'un an après le lancement de la console, le 2 octobre 2013, SNK Playmore décide de stopper son partenariat avec Tommo (qui n'en est pas à ses premiers déboires judiciaires) à cause du piratage de la console, ,,,. Malgré plusieurs injonctions répétées de la part de SNK Playmore, le 8 octobre 2013, Tommo réfute la rupture de licence déclarée par SNK Playmore et continue ses activités prévues jusqu'en 2016,,.

#### Neo-Geo Mini
Le 28 septembre 2018 est commercialisée en Europe, la Neo-Geo Mini, conçue pour le 40e anniversaire de la marque. La console de jeu se présente sous la forme d'une mini borne d'arcade et propose 40 jeux issus de la néo geo aes. On peut brancher deux manettes SNK néo geo mini sur les deux côtés de la console. On peut également jouer avec cette console sur un écran tv grâce au câble SNK néo geo mini.
On trouve plusieurs versions: japonaise, internationale ainsi que des versions collector comme la Neo Geo Mini Christmas Edition Série Limitée Noël 2018, la Neo Geo Mini Samurai Shodown Limited Edition Bundle-Haohmaru, la Neo Geo Mini Samurai Shodown Limited Edition Bundle-Ukyo Tachibana, la Neo Geo Mini Samurai Shodown Bundle-Kuroko - Limited Edition et la Neo Geo Mini Samurai Shodown Limited Edition Bundle-Nakoruru.

### Collection
Une communauté de collectionneur s'est fondée autour du Neo-Geo MVS et de la vente de cartouche sur le marché de l'occasion (Neo-Geo AES également). Bien que le Neo-Geo MVS ait été initialement conçu pour une utilisation en arcade, un solide marché de collection s'est développé pour le format MVS. Le marché actuel du MVS peut être divisé en deux groupes distincts : ceux qui sont à la recherche d'une solution moins chères que les rares et onéreuses cartouches AES, et ceux qui sont prêts à payer des prix élevés pour les kits d'arcade complets (full kit).
Certains collectionneurs sont prêts à payer des sommes très élevées pour obtenir des versions très rares. Sonic Wings 3 (versions américaine d'Aero Fighters 3) a été vendu en 2012 pour la somme de 30 000 $,. Déjà, en 1999-2000, Kizuna Encounter: Super Tag Battle et The Ultimate 11: SNK Football Championship avaient été vendus ensemble au prix de  55 000 $.
Pour ceux qui s'intéressent principalement à des prix bas pour pallier la rareté et le coût des cartouches AES, les cartouches MVS en loose ou des kits incomplets, peuvent offrir une solution intéressante,,,. La plupart des cartouches MVS coutent sensiblement moins que leurs homologues pour console. Ce prix inférieur peut être imputé à leur manque de décoration, car la plupart des cartouches ont été conçues pour être installées à l'intérieur des bornes d'arcade et elles ne comportent pas d'illustrations, ni non plus de dessins sur les boîtes. Le coût d'achat d'un système MVS beaucoup plus élevé que celui d'une console AES et l’abondance de cartouches pirates.
Cependant, durant les années 2000, une demande pour les kits MVS complets a émergé. Ces kits sont composés de toutes les pièces nécessaires à un vrai exploitant de salle d'arcade, ce qui comprend la boite d'emballage en carton marron (avec étiquette), les artwork pour le bandeau (mini marquee) et la borne d'arcade (les artset) (et aussi les listes de coup spéciaux s'ils existent - la move list), les informations sur les mises en garde, les paramètres dipswitch, dans certains cas même des flyers. À cause du nombre important de ces éléments qui composent un kit MVS, il est parfois difficile de trouver des kits complets, bien souvent pour une partie jetés ou perdus par les exploitants. Le prix de certains kits complets peut donc être très élevé.
En raison des exigences et des souhaits très différents des deux types de collectionneurs, ils sont rarement en compétition les uns avec les autres sur l'achat d'une cartouche MVS. Les contrefaçons et les bootleg sont considérés dans la communauté des collectionneurs comme ayant une valeur nulle ou très faible. Ces jeux ont la réputation d'être bugués aussi bien au niveau audio que vidéo, et sont généralement délaissés par les fans. Ces cartouches illégales sont identifiables visuellement par leurs PCB, ou par comparaison des valeurs CRC 32 de leur ROM en  utilisant un BIOS spécial.

## Univers
Le Neo-Geo est un système de jeu vidéo comptant encore de nombreux fans et nostalgiques. Tout un univers, beaucoup de choses se passent autour de cette plate-forme malgré l'arrêt officiel de l'exploitation survenue il y a longtemps. On retrouve par exemple le Neo-Geo sur Facebook où on y retrouve quelques actualités.
Un réalisateur, photographe (de renommée modeste) a créé une vidéo à la gloire du Neo-Geo. En haute définition, le film remémore quelques images emblématiques du Neo-Geo.
Keith Apicary, un membre du site ScrewAttack, fan de Neo-Geo, du Virtual Boy et de Sega a créé Talking Classics un album de musique téléchargeable sur internet sur le thème du rétrogaming. Plusieurs titres sont consacrés au Neo-Geo dont Four Bright Buttons and Two Joysticks "Neo Geo",, Classic Gaming Wiz, Neo Geo.
Pocket_lucho, un amateur fan de Neo-Geo, a créé une mini borne d’arcade au look de la Neo-Geo MVS,.
Plusieurs initiatives permettent d'acheter des systèmes MVS consolidés neufs comme The Omega Entertainment Machine ou CMVS (pour Consolized MVS),.
Malgré l'arrêt du développement et de la production de jeux depuis plusieurs années, certains développeurs s'intéressent encore au Neo-Geo. Deux développeurs français (ElBarto et Furrtek) ont créé un BIOS open source pour le Neo-Geo appelé NeopenBios,. La particularité de cette initiative, en comparaison de l'UniBios, c'est que ce nouveau BIOS a été entièrement créé alors que l'Uni-Bios n'est qu'un hack du BIOS original créé par SNK. Il propose cependant les mêmes options que l'Uni-Bios. Le site NeoGeo Development Wiki qui propose sous forme de wiki, une vue d'ensemble détaillée sur le matériel de la Neo-Geo a été réalisé par les deux développeurs du BIOS, fort de leurs connaissances acquises pour développer ce BIOS.